# Rue de Châteaudun
La rue de Châteaudun est une voie du 9e arrondissement de Paris, en France. On y trouve de nombreux immeubles de type haussmannien, ainsi que d'anciens hôtels particuliers et une église.

## Situation et accès

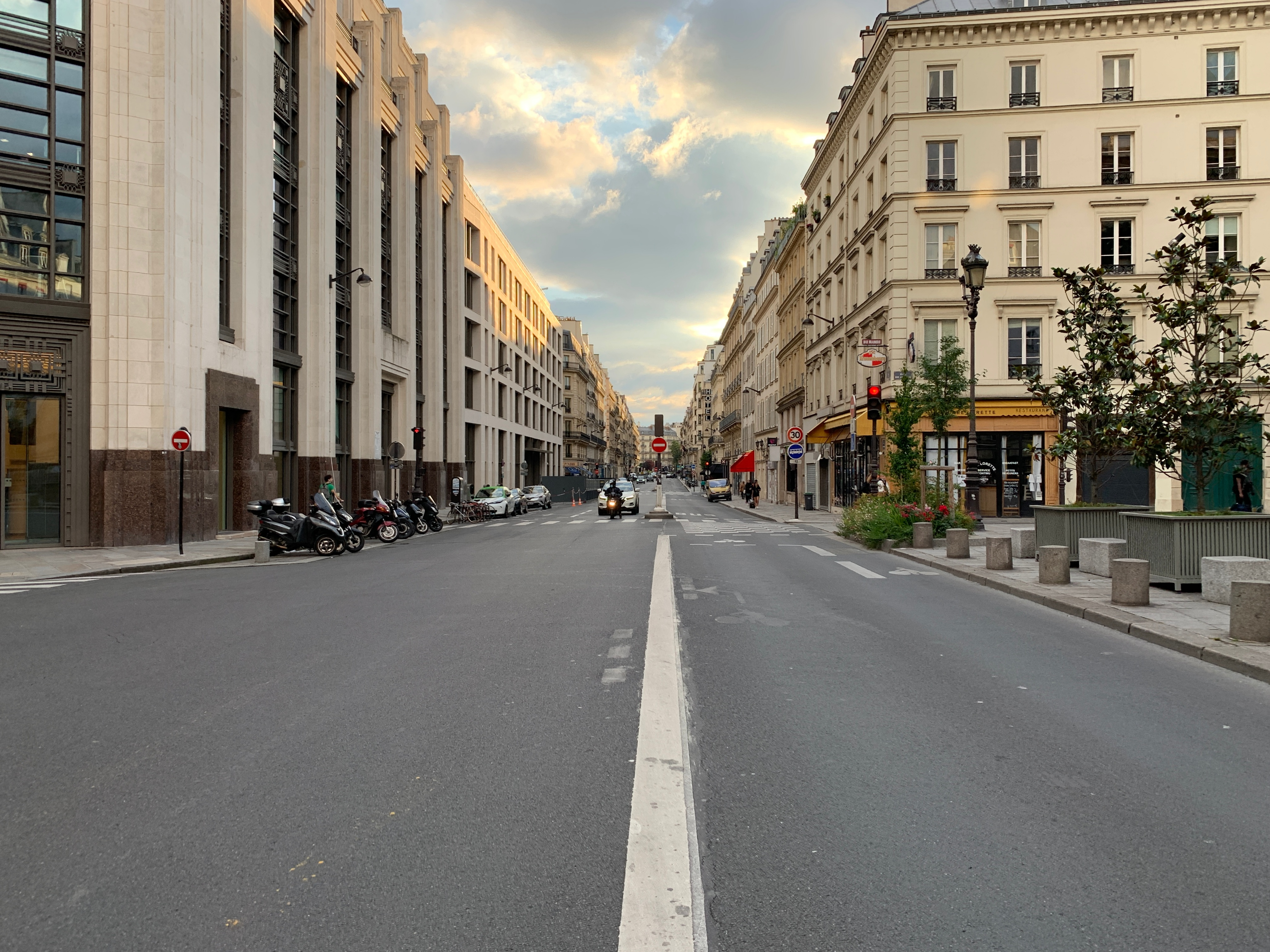
Autre vue de la rue de Châteaudun.

Longue de 810 mètres, elle commence au 55, rue La Fayette et finit au 2, place d'Estienne-d'Orves.
Elle est desservie par la ligne 12 aux stations Notre-Dame-de-Lorette et Trinité - d'Estienne d'Orves.

## Origine du nom
Elle est ainsi nommée en l'honneur de la ville de Châteaudun, victime de sanglantes représailles à l'encontre de la population civile (viols, exécutions, tueries, incendies, etc.) par les troupes prussiennes après la bataille de Châteaudun en 1870.

## Historique
La rue est ouverte en 1824 entre la rue du Faubourg-Montmartre et la rue Saint-Georges, sous le nom de « rue Ollivier », du nom du député Augustin-Charles-Alexandre Ollivier.
Par décret du 27 août 1859, la rue est prolongée une première fois entre les rues Lafayette et Buffault, et prolongée une seconde fois par décret du 19 mars 1862 jusqu'à la rue Blanche, date à laquelle elle reçut le nom de « rue du Cardinal-Fesch » (Joseph Fesch était oncle de Napoléon III, archevêque de Lyon, grand aumônier de l'Empire).
Par arrêté du maire de Paris, Étienne Arago, en date du 26 octobre 1870, la rue prend le nom de « rue de Châteaudun ».

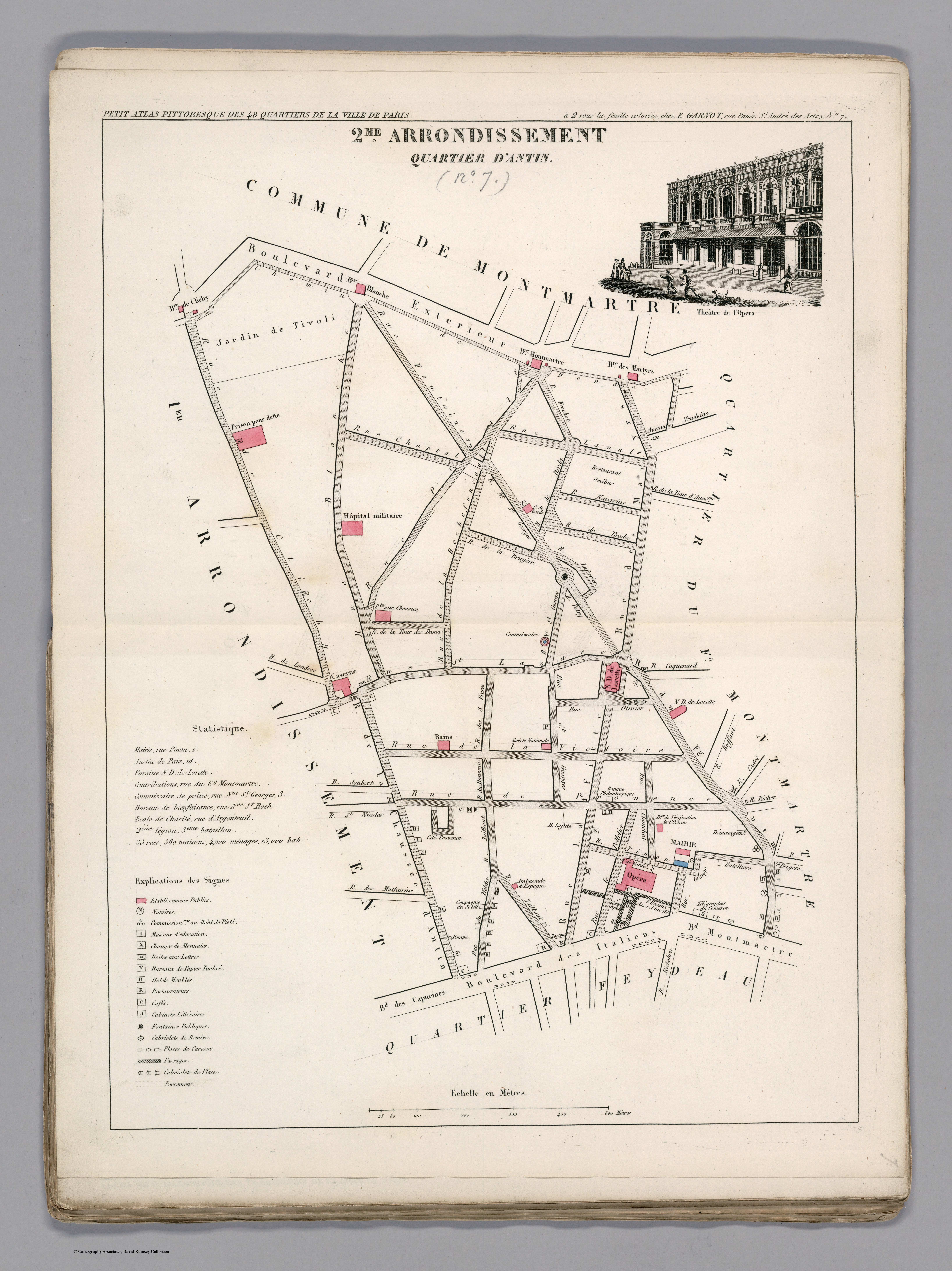
Plan du quartier de la Chaussée-d'Antin dans l'ancien 2e arrondissement en 1834.
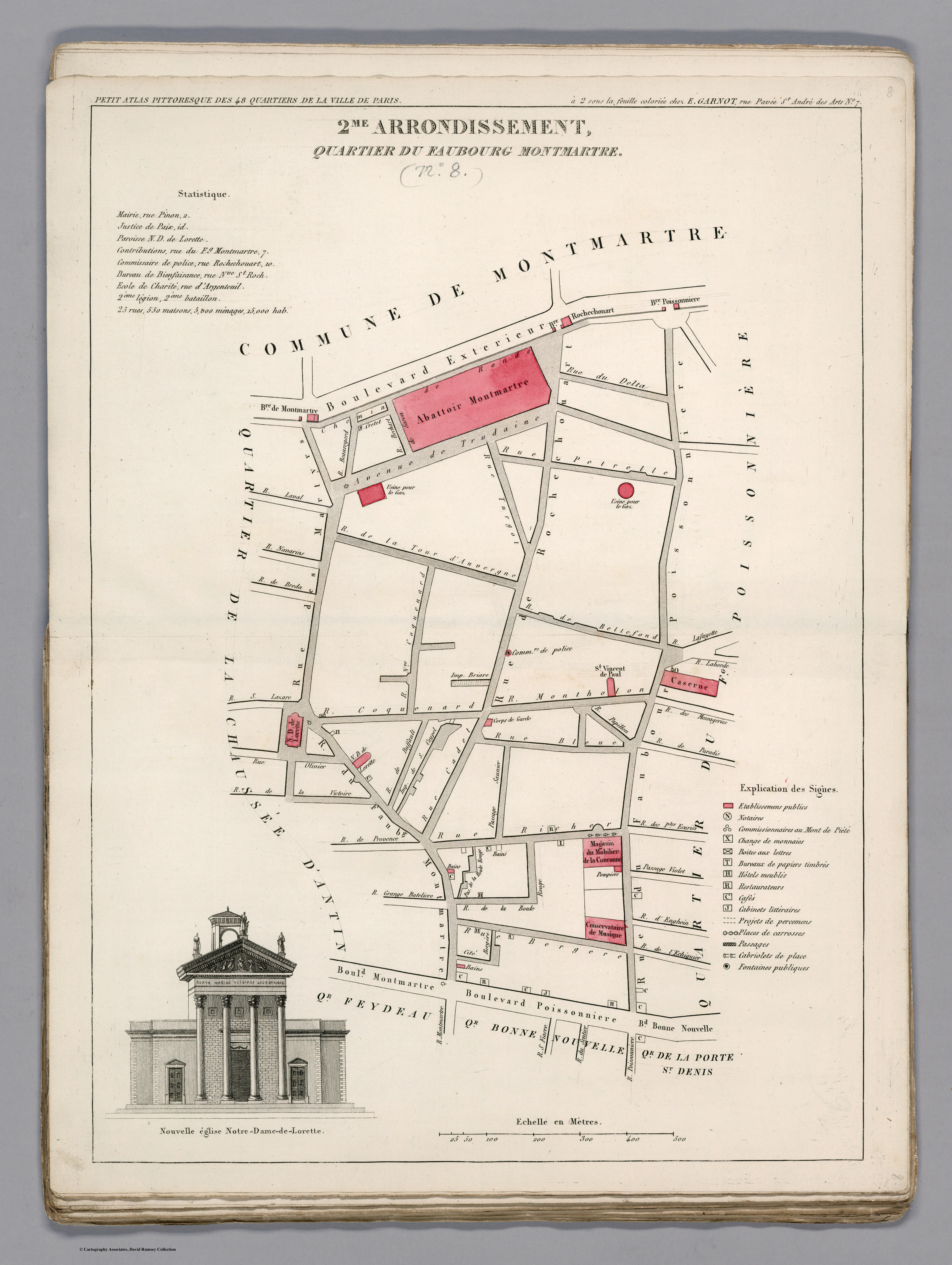
Plan du quartier du Faubourg Montmartre dans l'ancien 2e arrondissement en 1834.

## Bâtiments remarquables et lieux de mémoire
- No 13 rue de Châteaudun, no 44 rue Le Peletier et no 59 rue du Faubourg-Montmartre : immeuble du siège national du Parti communiste français de 1937 à 1971 (le nouveau siège du Parti communiste français est situé place du Colonel-Fabien). En 1944, il est réquisitionné par la Milice française[3]. En 1956, le siège du PCF fut mis à sac en réaction de la répression soviétique de l'insurrection de Budapest.
- No 17 : immeuble de 1865 orné de deux cariatides dues à Charles Auguste Lebourg.
- No 18 : église Notre-Dame-de-Lorette.
- no 22 : adresse officielle du tueur en série Henri Désiré Landru[4] et de sa famille où il passait de temps à autre afin de subvenir aux besoins des siens.
- No 23 : de 2015 à 2017, siège du journal Libération[5].
- No 29 : siège de L'Express et de L'Étudiant jusqu'en 2017.

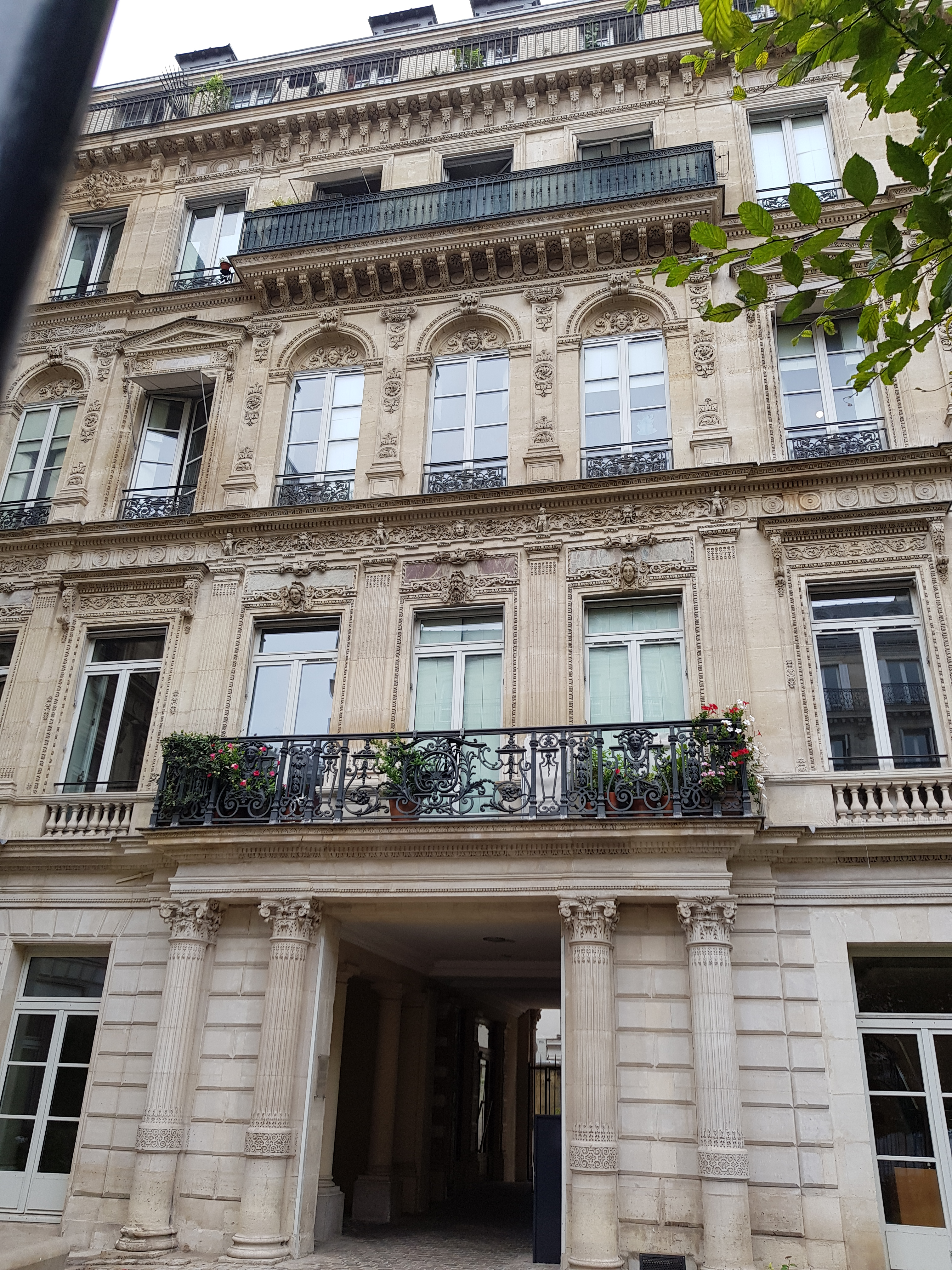
Nos 32-34.

- Nos 32-34 : anciens hôtels particuliers inscrits partiellement au titre des Monuments historiques[6] construits sous Louis-Philippe, acquis par la mairie de Paris qui y a installé une crèche municipale, inaugurée en 2012, et une cinquantaine de logements sociaux[7].
- No 44 : siège du Groupe Galeries Lafayette, notamment propriétaire des Galeries Lafayette, du BHV, ou de Mauboussin.
- No 52 : lieu de fondation du Syndicat national des journalistes en 1918.
- No 59 : la joaillière Suzanne Belperron (1900-1983), qui n'a jamais ouvert de boutique, n'y recevait ses clients que sur rendez-vous dans ses salons privés, imaginés par son ami et décorateur, Marcel Coard.